# Любомир Кръстанов
Любомир Кръстанов е български учен-геофизик, специалист по физика на атмосферата, академик, председател на Българската академия на науките от 1962 до 1968 г.

## Биография
Роден е на 15 ноември 1908 г. в Плевен. Завършва физика в СУ „Св. Климент Охридски“ през 1931 г. във Физико-математическия факултет, а през 1938 г. защитава първата в Софийския университет докторска дисертация по физика на тема „Отлагане на йонните кристали един върху друг“ . Специализира в Лайпцигския университет (1940 – 1941) и във Вандорф в Германия. В Държавната политехника е частен доцент по метеорология (1946 – 1947). През 1947 г. е избран за доцент в Софийския университет, 1951 г. − за професор, а от 1960 г. е ръководител на катедрата по метеорология и геофизика в СУ. През 1947 г. е избран за член-кореспондент, а през 1961 г. − за академик на БАН. Председател на БАН (1962 – 1968).

## Научни приноси
Първите научни интереси на Любомир Кръстанов са в областта атмосферна физика, по-специално фазови преходи на водата в атмосферата и облакообразувателни процеси.
В докторската си дисертация разработва модел за отлагане на едновалентни йони върху кристален субстрат, съставен от двувалентни йони. Работата му е от особено значение за изясняване на епитаксиалното отлагане на тънки слоеве чрез кондензация. Този процес, известен като „Механизъм на Кръстанов-Странски“, е от голямо научно значение и намира приложение в съвременните нанотехнологии, както и потенциални приложения в квантовата информация и квантовите компютри. Този труд на Кръстанов е един от най-цитираните научни трудове, писани в България: към 2009 има над 8000 цитирания.
Акад. Кръстанов има и съществени приноси в атмосферната физика, където решава основни проблеми на кондензационните и кристализационни процеси в атмосферата. Доказва, че при охлаждането на издигащ се поток от влажен въздух е възможно спонтанно да се образуват водни капки.

## Награди
Получава Димитровска награда за изясняване механизма на кондензационните процеси в атмосферата.

## Посмъртно признание
Днес Геофизичният институт на БАН, на когото акад. Кръстанов е създател и пръв директор, носи неговото име. Акад. Кръстанов е и създател на централните лаборатории по космически изследвания и по слънчево-земни взаимодействия.

## Публикации
- И. Странски, Л. Кръстанов, „Върху теорията за отлагане йонни кристали един върху друг“, Годишник на Софийския университет, Физико-математически факултет, 35, 2 (1939) 169 – 189
- И. Странски, Л. Кръстанов, „Израстване на алкални халогениди върху върху флуорит (CaF2)“, Годишник на Софийския университет, Физико-математически факултет, 35, 2 (1939) 191 – 200
- К. Т. Киров, Л. Кръстанов, „Прозрачност на въздуха в София. Климатични колебания (с оглед колебанията в София)“, В: Климатът на София, София (1939) 80 – 84
- Л. Кръстанов, „Принос към въпроса на равновесната форма на хомеополарните кристали“, Годишник на Софийския университет, Физико-математически факултет, 32, 2 (1936) 163 – 169